# Cybocephalus intermedius
Cybocephalus intermedius is een keversoort uit de familie Cybocephalidae. De wetenschappelijke naam van de soort is voor het eerst geldig gepubliceerd in 1997 door Yu.